# Saint-Aignan (Ardennes)
Saint-Aignan ist eine französische Gemeinde mit 151 Einwohnern (Stand 1. Januar 2022) im Département Ardennes in der Region Grand Est.

## Geografie
Der Ort liegt am Oberlauf des Flüsschens Bar, das hier der Canal des Ardennes begleitet und das bei Pont-à-Bar in die Maas mündet. Richtung Westen führt der Kanal ins Tal der Aisne. In der Nähe des Ortes führt der Kanal durch einen Tunnel.
Zwischen dem 1. Oktober 1964 und dem 31. Dezember 1985 war die Gemeinde Saint-Agnan in die Gemeinde Cheveuges eingegliedert.

## Bevölkerungsentwicklung
| Einwohner                  | 158 | 187 | 146 | 150 | 141 | 152 |
| Quellen: Cassini und INSEE |     |     |     |     |     |     |

## Sehenswürdigkeiten
- Kirche Saint-Aignan aus dem 12. Jahrhundert
- Kanaltunnel, erbaut 1892[3]
- Waschhaus (Monument historique)